# Katharine Gun
Katharine Teresa Gun, född Katharine Teresa Harwood 1974, är en brittisk lingvist och visselblåsare.
Katharine Gun arbetade som översättare för Government Communications Headquarters (GCHQ). År 2003 läckte hon ut hemlig information till tidningen The Observer, angående en begäran från USA om att samla in känslig information om diplomater från medlemsländer i FN:s säkerhetsråd. Diplomaterna tillhörde länder som inte bestämt sig hur de skulle rösta om invasionen av Irak 2003.
Gun erkände och arresterades, men åtalades inte för läckan.

## Skildringar
Filmen Official Secrets, som handlar om Gun, hade premiär i januari 2019 på Sundance Film Festival. Katharine Gun spelades av Keira Knightley. Daniel Ellsberg berömde Guns handlingar och sa att det på många sätt var mer betydelsefullt än hans egen läcka om Vietnamkriget. I juli 2019 publicerade Democracy Now! en lång intervju med Katharine Gun, Gavin Hood (filmens regissör), och journalisterna Martin Bright och Ed Vulliamy.
Boken The Spy Who Tried to Stop a War: Katharine Gun and the Secret Plot to Sanction the Iraq Invasion publicerades 2008.